# Мао Мао: Герои чистого сердца
«Мао Мао: Герои чистого сердца» (англ. Mao Mao: Heroes of Pure Heart) — мультсериал, созданный Паркером Симмонсом для Cartoon Network. Премьера состоялась 1 июля 2019 года в рамках совместного производства студий Cartoon Network и Titmouse. 23 июля 2020 года было объявлено, что мультсериал был продлён до второго сезона.

## Персонажи

### Основные персонажи
Мао Мао (озвучивает Паркер Симмонс) — Кот, который застрял в долине чистого сердца, где он проводит время, помогая гражданам. Он героичен и способен, но может быть немного самовлюбленным. Тем не менее, он ставит других перед собой и заботится о благополучии своих друзей и жителей долины чистого сердца. Большая часть его личной неуверенности проистекает из того, что его героическая семья не замечает его жизни. У Мао Мао был хвост, но он потерял его во время приключения со своим первоначальным партнером Бао Бао, спасаясь от монстра. Он и его партнер Барсуклоп живут вместе в маленьком домике и вместе растят Симпамышь, чтобы стать одним из величайших героев в истории и оправдать ожидания своей семьи. Он владеет мечом катана, который производит интенсивный свет. Он назвал его «Джеральдин».
Колин Клинкенбард озвучивает молодого Мао Мао.
Барсуклоп (озвученный Гриффитом Кимминсом) — Нахальный киборг-барсук с роботизированной рукой и повязкой на глазу, а также согерой и партнер Мао Мао. Его приключения в основном связаны с едой, и, несмотря на то, что он хорошо экипирован, предпочитает не быть физическим. Несмотря на это, он всегда остается рядом с Мао Мао для его благополучия, чтобы уберечь его от саморазрушительного поведения. До прихода к Мао Мао он состоял в банде под названием «Лесные воры». Упоминалось, что у Барсуклопа был старший сводный брат по имени Джеральд.
Симпамышь (озвучивает Лика Леонг) — Симпатичная, голубая, пятилетняя летучая мышь с символом желтого сердца и колышком вместо правой ноги, живущая в долине чистого сердца. Жаждет быть авантюристкой и присоединяется к героям чистого сердца в качестве одного из помощников и заместителей Мао Мао. Она вспыльчива и возбуждена. Всегда смотрит снизу вверх на Мао Мао, на которого она хочет быть похожей когда-нибудь. Хоть Симпамышь почти и не показывается, она посещает начальную школу, где она, кажется, является лучшей ученицей. Она дочь Юджина и покойной Сонары.

## Отзывы и оценки
Мультсериал получил положительные оценки в прессе. Издание Collider писало о нём: «„Мао Мао“ не помешало бы более глубокое повествование. Но мы рады отправиться в милые и оригинальные приключения с этим трио».. В рецензии сайта ComicBook.com отметили, что сериал «сочится ностальгией, но не слишком на неё полагается», а главные герои «обладают интересными личностями и изьянами с самого начала». Журнал «Мир фантастики» включил «Мао Мао» в топ-10 лучших мультсериалов 2019 года и отметил его сходство с «Чёрным плащом»